# Керлю (Айова)
Керлю (англ. Curlew) — місто (англ. city) в США, в окрузі Пало-Альто штату Айова. Населення — 37 осіб (2020).

## Географія
Керлю розташований за координатами 42°58′46″ пн. ш. 94°44′16″ зх. д. / 42.97944° пн. ш. 94.73778° зх. д. (42.979527, -94.737734).  За даними Бюро перепису населення США в 2010 році місто мало площу 1,96 км², уся площа — суходіл.

## Демографія
Згідно з переписом 2010 року, у місті мешкало 58 осіб у 24 домогосподарствах у складі 17 родин. Густота населення становила 30 осіб/км².  Було 31 помешкання (16/км²).
Расовий склад населення:
| - 98,3 % — білих - 1,7 % — чорних або афроамериканців |

До двох чи більше рас належало 0,0 %. Частка іспаномовних становила 0,0 % від усіх жителів.
За віковим діапазоном населення розподілялося таким чином: 19,0 % — особи молодші 18 років, 62,0 % — особи у віці 18—64 років, 19,0 % — особи у віці 65 років та старші. Медіана віку мешканця становила 44,3 року. На 100 осіб жіночої статі у місті припадало 100,0 чоловіків;  на 100 жінок у віці від 18 років та старших — 95,8 чоловіків також старших 18 років.
Середній дохід на одне домашнє господарство  становив 40 397 доларів США (медіана — 31 429), а середній дохід на одну сім'ю — 52 873 долари (медіана — 56 250). За межею бідності перебувало 12,7 % осіб, у тому числі 5,9 % дітей у віці до 18 років та 0,0 % осіб у віці 65 років та старших.
Цивільне працевлаштоване населення становило 41 осіб. Основні галузі зайнятості: освіта, охорона здоров'я та соціальна допомога — 29,3 %, оптова торгівля — 19,5 %, сільське господарство, лісництво, риболовля — 14,6 %, будівництво — 12,2 %.